# Burg Nagelsberg
Die Burg Nagelsberg, auch Nagelsberger Schloss genannt, ist der Rest einer Höhenburg auf 247 m ü. NN bei dem Stadtteil Nagelsberg der Stadt Künzelsau im Hohenlohekreis in Baden-Württemberg.
Vermutlich wurde die Burg im 13. Jahrhundert erbaut, erstmals 1282 im Besitz der Herren von Stein urkundlich erwähnt, 1290 vom letzten derer von Stein an das Kloster Comburg verschenkt, gehörte seit 1330 zum Bistum Mainz, das 1492 die Burg mit einem Amtmann besetzte. 1803 wurde die Burg im Zuge der Säkularisation an eine bürgerliche Familie verkauft. 1822 stürzte der Bergfried ein.
Die ehemalige kleine Burganlage beherbergt heute nur Neubauten und ist völlig in den Ort integriert. Sie ist über eine über dem ehemaligen Halsgraben erbaute Steinbrücke zu erreichen, hinter der sich das Tor mit einem alten Wappen über der Öffnung und ein neu aufgebauter Turmstumpf befinden. Weiter finden sich noch viele Mauerreste sowie die die Grundmauern des Bergfrieds.